# Estació de Baró de Viver
Baró de Viver és una estació de la L1 del Metro de Barcelona situada sota el Nus de la Trinitat al districte de Sant Andreu de Barcelona i es va inaugurar el 1983.
| Metro de Barcelona     |                |       |              |                        |
| Procedència/Destinació | <              | Línia | >            | Procedència/Destinació |
| Hospital de Bellvitge  | Trinitat Vella |       | Santa Coloma | Fondo                  |

## Accessos
- Passeig de Sant Coloma